# Taijh Alston
Taijh Tyrik Alston (Lumberton, ...) è un giocatore di football americano statunitense che gioca come defensive end per i Seinäjoki Crocodiles.
Dopo aver giocato per quattro diverse squadre universitarie si è dichiarato eleggibile per il Draft NFL 2024; non selezionato, si è trasferito in Finlandia ai Seinäjoki Crocodiles.